# Neceaiivka, Kompaniivka
Neceaiivka (în ucraineană Нечаївка) este localitatea de reședință a comunei Neceaiivka din raionul Kompaniivka, regiunea Kirovohrad, Ucraina.

## Demografie
Componența lingvistică a localității Neceaiivka
     Ucraineană (94,06%)
     Rusă (2,81%)
     Română (2,66%)
Conform recensământului din 2001, majoritatea populației localității Neceaiivka era vorbitoare de ucraineană (94,06%), existând în minoritate și vorbitori de rusă (2,81%) și română (2,66%).